# Borussia Neunkirchen
Borussia VfB Neunkirchen je njemački nogometni klub iz Neunkirchena (Saarska) koji igra u Saar ligi. 
Klub je poznat po tome što je u njemu svoju nogometnu karijeru započeo nigerijski igrač Jay-Jay Okocha.